# Хорњи Почапли
Хорњи Почапли (чеш. Horní Počaply) је насељено мјесто са административним статусом сеоске општине (чеш. obec) у округу Мјелњик, у Средњочешком крају, Чешка Република.

## Становништво
Према подацима о броју становника из 2014. године насеље је имало 1.315 становника.